# Harold Mahony
Harold Segerson Mahony (13 de fevereiro de 1867 – 27 de junho de 1905), foi um tenista irlandês, medalhista olimpico.
Conquistou 1 torneio de Grand Slam de tênis em 1897 tendo ganho na final de Wilfred Baddeley em 5 sets (6-2, 6-8, 5-7, 8-6, 6-3). Ganhou também 3 medalhas olimpicas, sendo as tres no Jogos Olímpicos de Verão de 1900 na França, 2 de prata (simples e duplas mistas) e outra de bronze (dupla).

## Grand Slam finais

### Simples
| Resultado | Ano  | Campeonato              | Piso  | Oponente         | Placar                  |
| --------- | ---- | ----------------------- | ----- | ---------------- | ----------------------- |
| Campeão   | 1896 | Wimbledon Championships | Grama | Wilfred Baddeley | 6–2, 6–8, 5–7, 8–6, 6–3 |

### Duplas
| Resultado | Ano  | Campeonato         | Piso  | Parceiro      | Oponentes               | Placar                    |
| --------- | ---- | ------------------ | ----- | ------------- | ----------------------- | ------------------------- |
| Vice      | 1897 | U.S. Championships | Grama | Harold Nisbet | George Sheldon Leo Ware | 13–11, 2–6, 7–9, 6–1, 1–6 |